# Nhà Ptolemaios

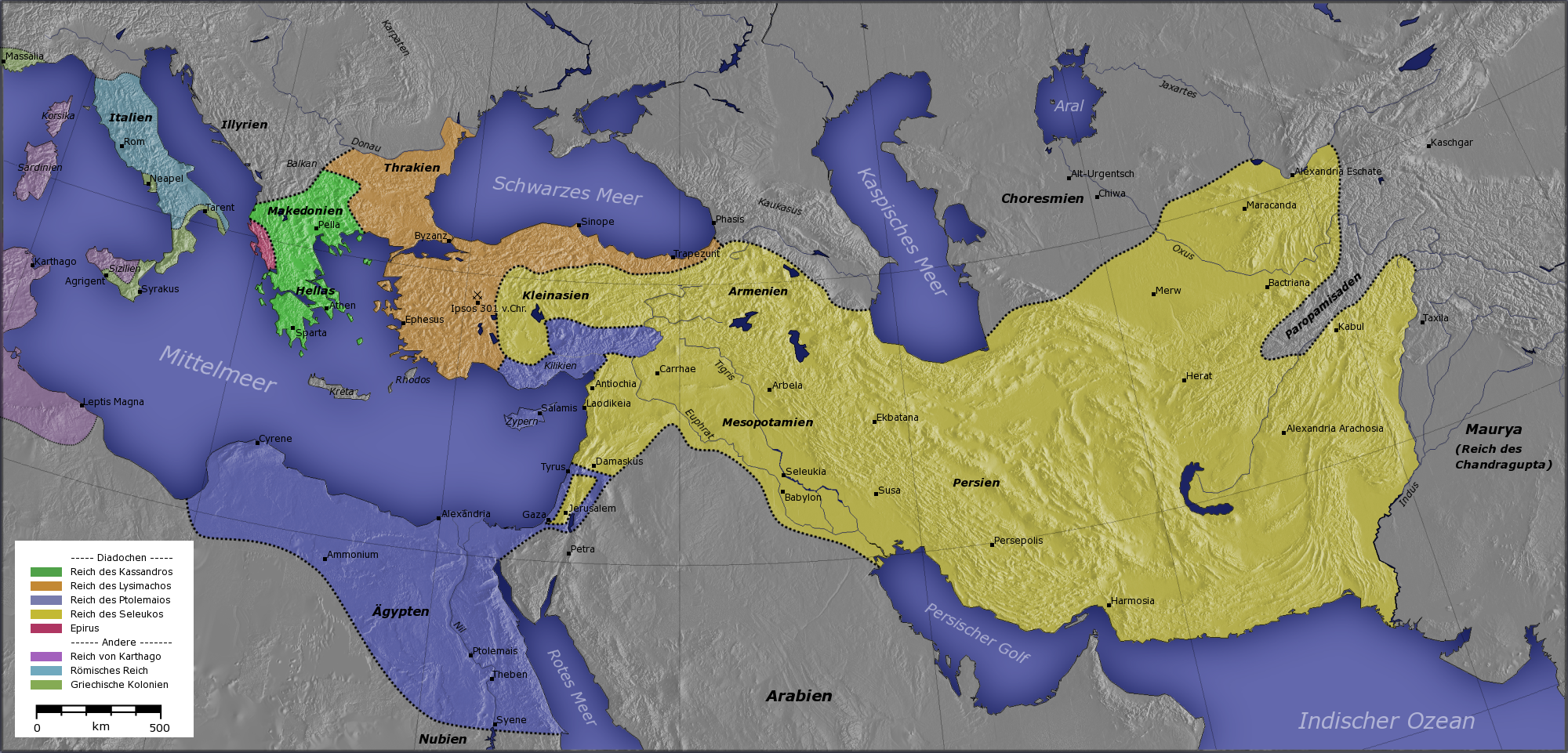
Vương quốc của Ptolemaios I Soter
Các vương quốc diadochi khác:
Vương quốc của Cassander
Vương quốc của Lysimachus
Vương quốc của Seleukos
Epirus
Các lãnh thổ khác:
Carthage
La Mã
Các thuộc địa của tộc Hy Lạp

Nhà Ptolemaios (tiếng Anh: The Ptolemaic dynasty; tiếng Hy Lạp: Πτολεμαίος, Ptolemaioi), cũng thường gọi là Lagids, Lagides hay Lagidae theo tên của Lagos, người cha của Ptolemaios I Soter, vị quốc vương sáng lập ra nhà này. Đây là một vương triều của người Hy Lạp cai trị Ai Cập và các vùng lân cận từ năm 305 TCN đến năm 30 TCN, đây cũng là Vương triều cuối cùng của Ai Cập cổ đại.
Ptolemaios I Soter vốn là một trong bảy vị somatophylax (cận vệ, tướng quân kiêm đại thần) của Alexandros Đại đế của xứ Macedonian. Ông được bổ nhiệm làm thống đốc satrap đất Ai Cập cuối năm 323 TCN và xưng làm quốc vương vào năm 305 TCN với danh hiệu King Ptolemaios I, về sau ông được biết đến với tên gọi Soter (đấng cứu thế). Người Ai Cập đương thời nhanh chóng công nhận sự cai trị của dòng họ Ptolemanios và xem là những người kế vị các pharaon của Vương quốc Ai Cập.
Tất cả các quốc vương của vương triều này đều lấy tên là Ptolemaios, còn các Vương hậu hoặc Nữ vương thường tên là Cleopatra, Berenice hay Arsinoe. Thành viên được biết đến nhiều nhất của vương triều này là Cleopatra VII, vị quân chủ cuối cùng của Ai Cập cổ đại và cũng là cuối cùng của vương triều này. Cái chết của bà vào năm 30 TCN đánh dấu chấm hết cho quyền cai trị của vương tộc trên Ai Cập, và cũng từ đây Ai Cập hoàn toàn lệ thuộc vào các đế quốc xâm chiếm bên ngoài.

## Các quân chủ nhà Ptolemaios
Những niên đại trong ngoặc là niên đại trị vì của các pharaon nhà Ptolemanios. Các pharaon thường cho vợ mình cai trị chung, mà các bà này cũng thường là chị hay em gái của pharaon đó. Theo cổ tục Hy Lạp, anh em, chị em cùng cha khác mẹ được phép lấy nhau, nhưng cùng cha cùng mẹ thì không. Theo cổ tục Ai Cập, được củng cố bởi tích thần vương Osiris lấy em gái là thần Isis, anh chị em ruột lại được khuyến khích lấy nhau. Nhà Ptolemaios theo lối sống này - theo cái nhìn của nhiều sử gia - là để được lòng dân Ai Cập.
Khi pharaon qua đời thì quyền nối ngôi ưu tiên dành cho con trai. Nếu không có con trai thì con gái được nối ngôi. Có lúc đất nước được hai vị Nữ vương đồng cai trị (Cleopatra V và Berenice IV từ năm 58 TCN đến 57 TCN), thật là một sự kiện hi hữu trong lịch sử Ai Cập nói riêng và trong lịch sử thế giới nói chung.
- Ptolemaios I Soter (305 TCN-282 TCN) và các Vương hậu là Thais, Artakama (công chúa Ba Tư), Eurydice và chót là Berenice I. Cho con trai là Ptolemaios II Philadelphos cai trị chung vào những năm cuối đời.
- Ptolemaios II Philadelphos (284 TCN-246 TCN) và hai Vương hậu Arsinoe I, và Arsinoe II Philadelphus; đồng trị vì với Ptolemaios Con (267 TCN-259 TCN).
- Ptolemaios III Euergetes (246 TCN-222 TCN) và Vương hậu Berenice II.
- Ptolemaios IV Philopator (222 TCN-204 TCN) và Vương hậu Arsinoe III.
- Ptolemaios V Epiphanes (204 TCN-180 TCN) và Vương hậu Cleopatra I.
- Ptolemaios VI Philometor (180 TCN-164 TCN, 163 TCN-145 TCN) và Vương hậu Cleopatra II, đồng cai trị với Ptolemaios Eupator trong một thời gian ngắn năm 152 TCN.
- Ptolemaios VII Neos Philopator (không hề trị vì).
- Ptolemaios VIII Euergetes II (Physcon) (170 TCN-163 TCN, 145 TCN-116 TCN) và hai Vương hậu Cleopatra II và Cleopatra III; bị đuổi khỏi Alexandria bởi Cleopatra II từ năm 131 TCN đến 127 TCN, hoà với bà năm 124 TCN. Nhiều tài liệu tính ông là Ptolemaios VII. Nhiều tài liệu không cho số cho ông vì ông đã giết cháu là Ptolemaios VII Neos Philopator để đoạt ngôi, và do đó không được coi là chính thống. Những dị biệt về cách đánh số khởi từ đời này.
- Cleopatra II Philometora Soteira (131 TCN-127 TCN), mẹ của Ptolemaios VII Neos Philopator, chống nhau với chồng là Ptolemaios VIII.
- Cleopatra III Philometor Soteira Dikaiosyne Nikephoros (Kokke) (142 TCN-101 TCN) cùng trị vì với chồng là Ptolemaios VIII rồi đến các con là Ptolemaios IX (116 TCN-107 TCN) và Ptolemaios X (107 TCN-101 TCN).
- Ptolemaios IX Soter II (Lathyros) (116 TCN-107 TCN, rồi 88 TCN-81 TCN với hiệu Soter II) đồng cai trị với mẹ là Cleopatra III trong giai đoạn thứ nhất, rồi với các Vương hậu Cleopatra IV và Cleopatra Selene.
- Ptolemaios X Alexandros I (107 TCN-88 TCN), đồng cai trị với mẹ là Cleopatra III cho đến năm 101 TCN, rồi với các Vương hậu Cleopatra Selene và Berenice III.
- Berenice III Philopator (81 TCN-80 TCN).
- Ptolemaios XI Alexandros II (80 TCN) cưới và cai trị chung với Vương hậu Berenice III trước khi giết bà; rồi trị vì một mình được 19 ngày.
- Ptolemaios XII Neos Dionysos (Auletes) (80 TCN-58 TCN, 55 TCN-51 TCN) và Vương hậu Cleopatra V Tryphaena.
- Cleopatra V Tryphaena (58 TCN-57 TCN) đồng trị vì với Berenice IV Epiphaneia (58 TCN-55 TCN), có thể là con gái của bà.
- Cleopatra VII Thea Neotera (51 TCN-30 TCN) đồng trị vì với Ptolemaios XIII (51 TCN-47 TCN), Ptolemaios XIV (47 TCN-44 TCN) và Ptolemaios XV Caesarion (44 TCN-30 TCN).
- Arsinoe IV (48 TCN-47 TCN) chống nhau với Cleopatra VII.

## Gia phả giản hóa của nhà Ptolemaios
Nhiều liên hệ gia đình trong sơ đồ dưới đây vẫn là đề tài tranh cãi. Những tranh cãi được khai triển trong các trang "liên kết ngoài" phía dưới.

## Vài nhân vật khác của nhà Ptolemaios
- Ptolemaios Keraunos (qua đời năm 279 TCN) - con trai trưởng của Ptolemaios I Soter, đã trở thành vua xứ Macedonia (281 TCN - 279 TCN).
- Ptolemaios Apion (qua đời năm 96 TCN) - con của Ptolemaios VIII Physcon. Được lập làm vua Cyrenaica. Di chúc giao xứ Cyrenaica cho đế quốc La Mã.
- Ptolemaios Philadelphus (sinh năm 36 TCN) - con của Marcus Antonius và Cleopatra VII.
- Ptolemaios của Mauretania (qua đời năm 40) - con của Juba II vua Mauretania và Cleopatra Selene II, con gái của Cleopatra VII và Marcus Antonius. Vua xứ Mauretania.